# Het gefluister in de duisternis (bundel)
Het gefluister in de duisternis is een boekwerk gewijd aan de fantasy- en horrorschrijver Howard Phillips Lovecraft. Het verscheen eerst als Zwarte Beertjes en later als deel 24 in de serie Bruna Fantasy & Horror die uiteindelijk uit ongeveer 30 uitgaven bestond. Vertaler van de verhalen opgenomen in deze bundel was B. Germeraad, die meer werk van Lovecraft en andere schrijvers in deze serie vertaalde.    
De in de bundel opgenomen verhalen waren als volgt:
- De visioenen van Richard Pickman
- De lokroep van Cthulu
- De Muziek van Erich Zann
- De buitenstaander
- Het gefluister in de duisternis

Het boek werd afgesloten met twee korte stukken van Aart C. Prins, de samensteller:
- De waarheid (?) omtrent Lovecraft
- de “verboden” boeken van H.P.Lovecraft